# Prospalta emphatica
Prospalta emphatica là một loài bướm đêm trong họ Noctuidae.